# Daniele Meucci
Daniele Meucci (ur. 7 października 1985 w Pizie) – włoski lekkoatleta specjalizujący się w biegach długich.
W 2004 nie ukończył biegu na 10 000 metrów podczas juniorskich mistrzostw świata. W 2005 był na tym dystansie 14. podczas młodzieżowego czempionatu Starego Kontynentu, a w 2006 zajął 10. miejsce w mistrzostwach Europy. Brązowy medalista młodzieżowych mistrzostw Europy z Debreczyna (2007). Trzeci zawodnik mistrzostw Europy w Barcelonie w 2010 w biegu na 10 000 metrów. Dwa lata później został w Helsinkach wicemistrzem Europy na tym dystansie. W 2014 zdobył złoty medal w maratonie na mistrzostwach Starego Kontynentu.
Reprezentant Włoch podczas pucharu Europy, pucharu Europy w biegu na 10 000 m oraz drużynowych mistrzostw Starego Kontynentu. Startował w mistrzostwach świata w biegach przełajowych oraz zdobył indywidualnie brązowy medal w kategorii młodzieżowców podczas przełajowych mistrzostw Europy w 2006. Stawał na najwyższym stopniu podium mistrzostw Włoch tak w hali, jak i na stadionie.

## Osiągnięcia
| Rok  | Impreza                                   | Miejsce                | Konkurencja             | Lokata      | Wynik    |
| ---- | ----------------------------------------- | ---------------------- | ----------------------- | ----------- | -------- |
| 2005 | Młodzieżowe mistrzostwa Europy            | Erfurt                 | bieg na 10 000 m        | 14. miejsce | 30:43,41 |
| 2006 | Puchar Europy w biegu na 10 000 m         | Antalya                | bieg na 10 000 m        | 14. miejsce | 29:09,27 |
| 2006 | Mistrzostwa Europy                        | Göteborg               | bieg na 10 000 m        | 10. miejsce | 28:48,30 |
| 2006 | Mistrzostwa Europy w biegach przełajowych | San Giorgio su Legnano | bieg młodzieżowców      | 3. miejsce  | 23:16    |
| 2006 | Mistrzostwa Europy w biegach przełajowych | San Giorgio su Legnano | drużynowa młodzieżowców | 2. miejsce  |          |
| 2007 | Puchar Europy w biegu na 10 000 m         | Ferrara                | bieg na 10 000 m        | 6. miejsce  | 28:56,70 |
| 2007 | Młodzieżowe mistrzostwa Europy            | Debreczyn              | bieg na 10 000 m        | 3. miejsce  | 29:18,26 |
| 2008 | Mistrzostwa świata w biegach przełajowych | Edynburg               | bieg na 12 km           | 99. miejsce | 38:28    |
| 2008 | Superliga pucharu Europy                  | Annecy                 | bieg na 5000 m          | 3. miejsce  | 14:03,04 |
| 2008 | Puchar Europy w biegu na 10 000 m         | Stambuł                | bieg na 10 000 m        | 6. miejsce  | 28:56,53 |
| 2008 | Mistrzostwa Europy w biegach przełajowych | Bruksela               | bieg na 10 km           | 12. miejsce | 31:41    |
| 2009 | Superliga drużynowych mistrzostw Europy   | Leiria                 | bieg na 3000 m          | 3. miejsce  | 8:02,22  |
| 2009 | Mistrzostwa świata                        | Berlin                 | bieg na 5000 m          | eliminacje  | 13:37,79 |
| 2009 | Mistrzostwa świata w półmaratonie         | Birmingham             | półmaraton              | 18. miejsce | 62:43    |
| 2009 | Mistrzostwa Europy w biegach przełajowych | Dublin                 | bieg na 9 km            | 9. miejsce  | 31:42    |
| 2009 | Mistrzostwa Europy w biegach przełajowych | Dublin                 | drużyna seniorów        | 3. miejsce  |          |
| 2010 | Puchar Europy w biegu na 10 000 m         | Marsylia               | bieg na 10 000 m        | 8. miejsce  | 28:39,05 |
| 2010 | Superliga drużynowych mistrzostw Europy   | Bergen                 | bieg na 5000 m          | 5. miejsce  | 13:56,95 |
| 2010 | Mistrzostwa Europy                        | Barcelona              | bieg na 10 000 m        | 3. miejsce  | 28:27,33 |
| 2010 | Mistrzostwa Europy                        | Barcelona              | bieg na 5000 m          | 6. miejsce  | 13:40,17 |
| 2010 | Puchar interkontynentalny                 | Split                  | bieg na 3000 m          | 7. miejsce  | 7:57,98  |
| 2011 | Halowe mistrzostwa Europy                 | Paryż                  | bieg na 3000 m          | 11. miejsce | 8:04,82  |
| 2012 | Mistrzostwa Europy                        | Helsinki               | bieg na 10 000 m        | 2. miejsce  | 28:22,73 |
| 2012 | Igrzyska olimpijskie                      | Londyn                 | bieg na 10 000 m        | 24. miejsce | 28:57,46 |
| 2012 | Igrzyska olimpijskie                      | Londyn                 | bieg na 5000 m          | eliminacje  | 13:28,71 |
| 2012 | Mistrzostwa Europy w biegach przełajowych | Budapeszt              | bieg seniorów           | 3. miejsce  | 30:13    |
| 2012 | Mistrzostwa Europy w biegach przełajowych | Budapeszt              | drużyna seniorów        | 3. miejsce  |          |
| 2013 | Superliga drużynowych mistrzostw Europy   | Gateshead              | bieg na 3000 m          | 9. miejsce  | 8:06,46  |
| 2013 | Igrzyska śródziemnomorskie                | Mersin                 | bieg na 5000 m          | 4. miejsce  | 13:45,12 |
| 2013 | Mistrzostwa świata                        | Moskwa                 | bieg na 10 000 m        | 19. miejsce | 28:06,74 |
| 2014 | Mistrzostwa świata w półmaratonie         | Kopenhaga              | półmaraton              | 27. miejsce | 61:57    |
| 2014 | Mistrzostwa Europy                        | Zurych                 | bieg na 10 000 m        | 6. miejsce  | 28:19,79 |
| 2014 | Mistrzostwa Europy                        | Zurych                 | maraton                 | 1. miejsce  | 2:11:08  |
| 2015 | Mistrzostwa świata                        | Pekin                  | maraton                 | 8. miejsce  | 2:14:54  |
| 2016 | Puchar Europy w biegu na 10 000 m         | Mersin                 | bieg na 10 000 m        | 1. miejsce  | 28:24,71 |
| 2016 | Puchar Europy w biegu na 10 000 m         | Mersin                 | drużynowo               | 1. miejsce  |          |
| 2016 | Mistrzostwa Europy                        | Amsterdam              | półmaraton              | 3. miejsce  | 1:02:38  |
| 2016 | Igrzyska olimpijskie                      | Rio de Janeiro         | maraton                 | –           | DNF      |
| 2017 | Mistrzostwa świata                        | Londyn                 | maraton                 | 6. miejsce  | 2:10:56  |
| 2018 | Igrzyska śródziemnomorskie                | Tarragona              | półmaraton              | 4. miejsce  | 1:04:37  |
| 2018 | Mistrzostwa Europy w biegach przełajowych | Tilburg                | bieg seniorów           | 11. miejsce | 29:26    |
| 2018 | Mistrzostwa Europy w biegach przełajowych | Tilburg                | drużyna seniorów        | 3. miejsce  |          |
| 2019 | Puchar Europy w biegu na 10 000 m         | Londyn                 | bieg na 10 000 m        | 17. miejsce | 28:38,35 |
| 2019 | Mistrzostwa świata                        | Doha                   | maraton                 | –           | DNF      |
| 2022 | Mistrzostwa Europy                        | Monachium              | maraton                 | 13. miejsce | 2:14:22  |
| 2022 | Mistrzostwa Europy                        | Monachium              | maraton drużynowo       | 5. miejsce  | 6:45:51  |
| 2023 | Mistrzostwa świata                        | Budapeszt              | maraton                 | 10. miejsce | 2:11:06  |
| 2024 | Mistrzostwa Europy                        | Rzym                   | półmaraton              | 27. miejsce | 1:03:45  |
| 2024 | Igrzyska olimpijskie                      | Paryż                  | maraton                 | 51. miejsce | 2:14:02  |

## Rekordy życiowe
- półmaraton – 1:01:06 (2013)
- maraton – 2:07:49 (2024)